# 恩派爾 (路易斯安那州)
恩派爾（英語：Empire）是位於美國路易斯安那州普拉克明茲堂區的一個普查規定居民點。

## 人口
根據2020年美國人口普查的數據，恩派爾的面積為19.72平方千米，當中陸地面積為13.51平方千米，而水域面積為6.21平方千米。當地共有人口905人，而人口密度為每平方千米45.89人。